# Sjödiket
Sjödiket är en sjö i Vindelns kommun i Västerbotten och ingår i Umeälvens huvudavrinningsområde. Vid provfiske har abborre fångats i sjön.